# Pere Mascaró
Pere Mascaró (Ciutat de Mallorca, segle xv – 1453) va ser el cap dels menestrals de la Revolta Forana a Mallorca.
Durant el setge de Ciutat el maig de 1450, Mascaró tingué un paper clau en l'organització d'una conspiració entre sectors de la menestralia ciutadana. L'objectiu era obrir la porta de Sant Antoni per facilitar l'entrada de les forces foranes. Quan la trama fou descoberta, aconseguí escapar-se embarcant-se en una galiota.
Dos anys més tard, el 1452, participà activament en la batalla de Rafal Garcés, enfrontant-se a les tropes de Francesc d'Erill. Després de la derrota de l'exèrcit forà, no abandonà la lluita: dirigí una partida que continuà l’activitat guerrillera a les zones muntanyoses de Pollença i Escorca entre 1452 i 1453.
Finalment, la seva partida fou derrotada a principis de 1453, i ell mateix fou capturat. Per ordre de les autoritats reials a Mallorca, Pere Mascaró fou executat de manera pública: arrossegat, degollat i esquarterat a la plaça de Sant Antoni de Ciutat.